# Irus (род)
Irus је род морских шкољки из породице Veneridae.

## Врсте
Према WoRMS
- Irus carditoides (Lamarck, 1818)
- Irus caudex (Laws, 1936) †
- Irus crenatus (Lamarck, 1818)
- Irus cumingii (Deshayes, 1854)
- Irus elegans (Deshayes, 1854)
- Irus exoticus (Lamarck, 1818)
- Irus interstriatus (G. B. Sowerby II, 1854)
- Irus irus (Linnaeus, 1758)
- Irus ishibashianus Kuroda & Habe, 1952
- Irus mitis (Deshayes, 1854)
- Irus reflexus (Gray, 1843)
- Irus vertumnalium (Melvill, 1918)

- Подрод Irus (Irus) F. C. Schmidt, 1818 представљен као Irus F. C. Schmidt, 1818 (алтернативно представљено)
- Подрод Irus (Notirus) Finlay, 1928 представљен као Irus F. C. Schmidt, 1818 (алтернативно представљено)
  - Irus (Notirus) caudex (Laws, 1936) † представљена као Irus caudex (Laws, 1936) † (алтернативно представљено)
  - Irus (Notirus) reflexus (Gray, 1843) представљена као Irus reflexus (Gray, 1843) (алтернативно представљено)
- Подрод Irus (Notopaphia)]] W. R. B. Oliver, 1926 представљен као Irus F. C. Schmidt, 1818 (алтернативно представљено)
  - Irus (Notopaphia) elegans (Deshayes, 1854) представљена као Irus elegans (Deshayes, 1854) (алтернативно представљено)

- Irus lamellifera Conrad, 1837 прихваћена као Irusella lamellifera (Conrad, 1837)
- Irus macrophylla (Deshayes, 1853) прихваћена као Irus irus (Linnaeus, 1758)
- Irus macrophyllus (Deshayes, 1853) прихваћена као Irus irus (Linnaeus, 1758)